# Цвинтар Рааді
Цвинтар Рааді (ест. Raadi kalmistu) — найбільший та найстаріший некрополь Тарту.

## Опис

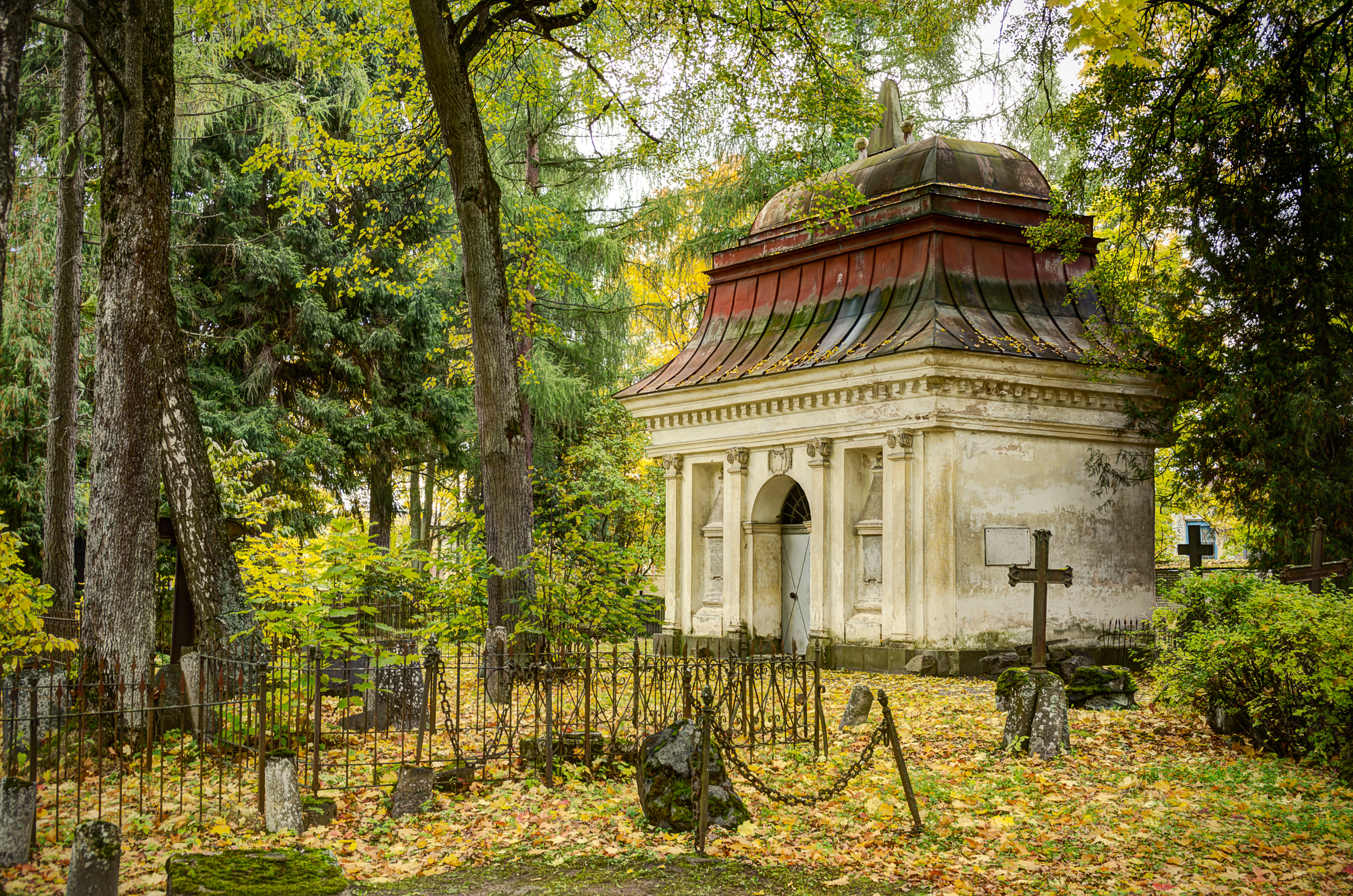

Цвинтар Рааді є комплексом з п'яти некрополів:
- парафіяльний цвинтар Св. Петра і Св. Марії;
- православний Успенський цвинтар;
- німецький цвинтар Св. Йоганна;
- університетський цвинтар;
- військовий цвинтар;
- єврейський цвинтар.

У 1961 році об'єднані під загальною назвою — цвинтар Рааді.

## Історія

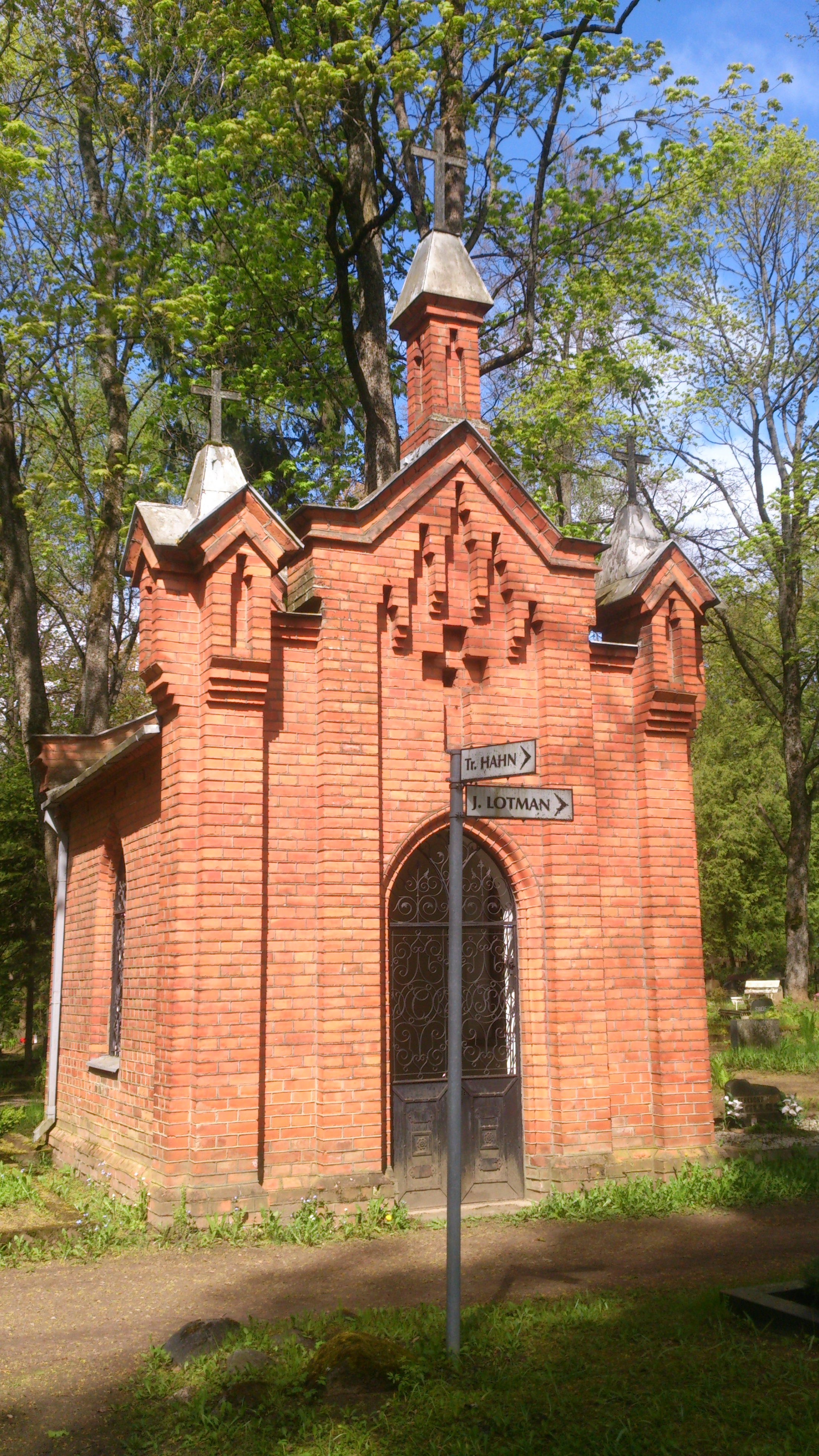

Заснований цвинтар Рааді у 1773 році, після указу 1772 про заборону ховати на міській території по всій Російській імперії кого б то не було, щоб уникнути епідемій. Цвинтар Рааді був створений на зміну старим міських цвинтарів Св. Антонія і Св. Анни.
Під цвинтар була виділена ділянка землі за річкою Емайигі. Назва цвинтаря пов'язано з поблизу розташованою садибою.
При цвинтарі були закладені церква[яка?] Св. Іоанна на німецькій частині, а також православна каплиця.
До 1841 року був єдиним цвинтарем міста. У 1855 році цвинтар було розширено за рахунок садибних ділянок. У 1924 році було відкрито військовий цвинтар. З репатріацією етнічних німців з Прибалтики після 1939 року кількість поховань на цвинтарі сильно зменшилася.
За радянських часів могила Юліуса Куперьянова, який загинув під час війни за незалежність Естонії 1919 року, стала символом опору, куди потайки приносили квіти і свічки. У січні 1982 року, на вимогу КДБ, ціла група студентів була виключена з Тартуського університету з цієї причини. Обеліск на могилі роботи скульптора Яана Коорта (1925).
У святкові дні цвинтар відвідують перші особи Естонії, тут проходять заходи, приурочені до роковин підписання Тартуського мирного договору — керівники міста Тарту покладають вінки до могили Юліуса Куперьянова.

## Відомі поховання

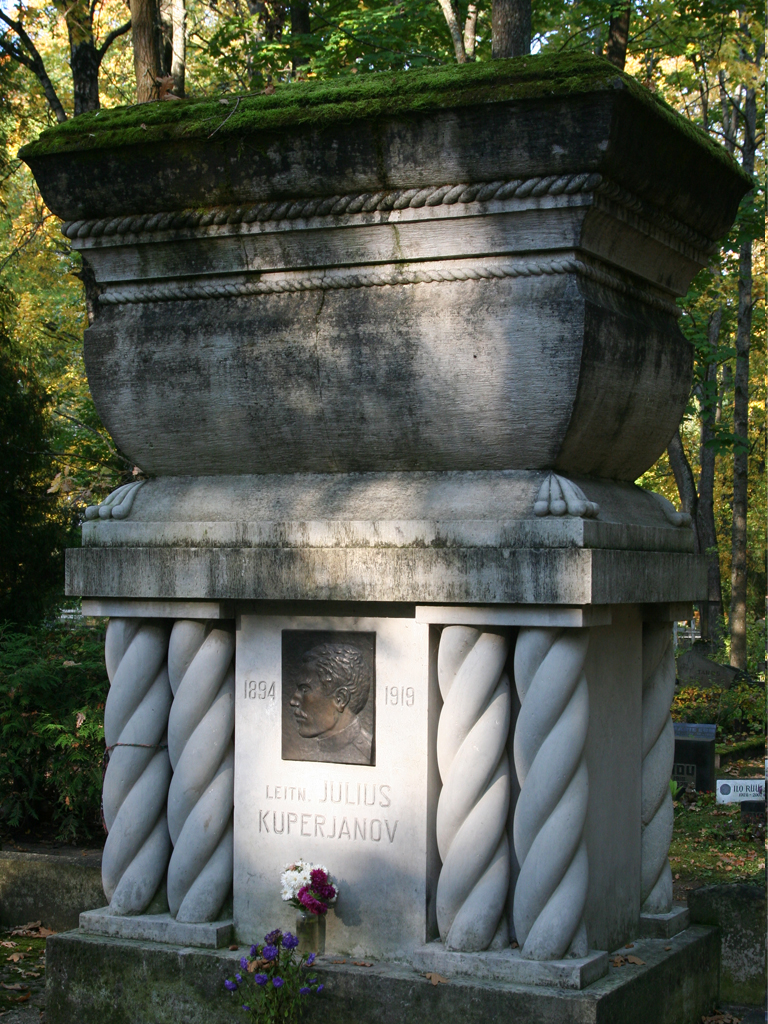
Надгробок на могилі Юліуса Куперьянова

- Фрідріх Кройцвальд — естонський поет, письменник, фольклорист, просвітитель, лікар та громадський діяч. Основоположник естонської національної літератури.
- Альвер Бетті — естонська письменниця; філософсько-медитативна лірика.
- Джулія Гаґен-Шварц — балтійсько-німецька хужожниця, яка спеціалізувалася в написанні портретів.
- Август Матіас Гаґен — балтійсько-німецький хужожник та графік, який спеціалізувався в написанні пейзажів.
- Пауль Арісте — радянський естонський вчений мовознавець, академік Естонської АН (1954).
- Карл Бер — ембріолог, антрополог та географ.
- Фадей Булгарін — російський і польський письменник, критик, видавець, журналіст.
- Геленд Пееп — естонський актор, відомий завдяки виставі «Kerjuse laul» у мюзиклі «Ainult unistus».
- Григорій Гельмерсен — російський геолог, географ та картограф, засновник російської школи геологічної картографії, генерал-лейтенант інженерного корпусу, гірський інженер, директор Гірського університету (1856-72), академік Петербурзької АН (з 1850).
- Якоб Гурт — естонський фольклорист, теолог та лінгвіст.
- Гаральд Керес — естонський і радянський фізик і астроном, академік Академії наук Естонії (1961). Старший брат гросмейстера Пауля Кереса.
- Карл-Ернст Клаус — хімік, ботанік та фармацевт балтійського німецького походження, відомий своїм відкриттям рутенію.
- Юрій Лотман — радянський літературознавець, культуролог та семіотик.
- Олеві Кулл — естонський професор Тартуського університету, відомий своїм внеском в екологію.
- Людвіг Пуусепп — піонер нейрохірургії в Росії і основоположник неврології та нейрохірургії в Естонії.
- Уку Масінґ — естонський філософ, перекладач, теолог, фольклорист, філолог.
- Фрідріх Роберт Фельман — балтійський лікар і лінгвіст. Перший естонський медик з докторським званням. Автор ідеї епосу «Калевіпоеґ», який створив Фрідріх Кройцвальд.